# ブリュッセル王立音楽院
ブリュッセル王立音楽院（ブリュッセルおうりつおんがくいん、英語: Royal Conservatory of Brussels、公用語表記: Conservatoire royal de Bruxelles）は、ベルギーブリュッセルに本部を置くベルギーの音楽大学。1813年創立、1813年大学設置。音楽と演劇の学科があり、音楽科ではサクソフォーンを発明したアドルフ・サックスやイサーク・アルベニスを、演劇科では有名な俳優たちをそれぞれ輩出している。

## 沿革
1813年にConservatoire Royal de Bruxellesとして設立。1967年に学校は2つの組織に分かれ、フラマン語で教えるKoninklijk Conservatorium Brusselと、フランス語で教え続けるConservatoire Royal de Bruxellesができた。両校は全く別の組織として動いており、使用言語や教育内容、教授、学長も異なる。

## 校舎
現在の音楽院は中庭を囲む3つの建物からなっている。建築設計は建築家のジャン＝ピエール・クリュズナールで、1872年から1876年にかけて彼の設計に基づいて建てられた。
建物はネオルネッサンス様式となっており、ピエール・レスコ建築のルーヴル美術館、レスコウィングから影響を受けている。右翼の建物には豪華なコンサートホールが入っている。正面の装飾計画は非常に入念に練られており、5つの別々のペディメントの彫刻がなされている。リエージュの彫刻家であるAdolphe Fassinによる『器楽曲』、シャルル・ヴァン・デル・スタッペンによる『オーケストレーション』、アントワープの彫刻家Frans Deckersによる『作曲』、フェリックス・ブーレによる『演奏芸術』、トゥルネーの彫刻家Barthélemy Frisonによる『詩作』である。そしてそれらを彩る花飾り、カリアティード、ヤシの木、楽器などの彫刻が、Georges Houtstont、Paul de Vigne、Antoine-Joseph Van Rasbourgh、Auguste BraekeveltやÉgide Mélotなどの彫刻家たちによって施されている。

## 歴代学長
- 1833年〜1871年 : フランソワ＝ジョゼフ・フェティス
- 1871年〜1908年 : フランソワ＝オーギュスト・ジュヴァール
- 1908年〜1912年 : エドガー・ティネル
- 1912年〜1925年 : レオン・デュボワ
- 1925年〜1939年：ジョゼフ・ジョンゲン
- 1939年〜1949年 : レオン・ジョンゲン
- 1949年〜1966年 : マルセル・ポート
- 1966年〜1973年 : Camille Schmidt
- 1973年〜1987年：Eric Feldbusch
- 1987年〜2002年：Jean Baily
- 2002年〜           ：フレデリク・ド・ロース

## 著名な卒業生
- Oskar Back
- イサーク・アルベニス
- Edwin Grasse
- Désiré Magnus
- Alma Moodie
- アンドレ・リュウ
- Alfred Wotquenne
- ジョゼ・ヴァン・ダム
- 堀米ゆず子
- 佐藤久成